# 新城区 (フフホト市)
新城区（しんじょう-く、モンゴル語：ᠰᠢᠨ᠎ᠡ
ᠬᠣᠲᠠ
ᠲᠣᠭᠣᠷᠢᠭ、転写：Sin-e qota toɣoriɣ）は、中華人民共和国内モンゴル自治区フフホト市に位置する市轄区。
清代に建設されたフフホトの新市街、旧称は綏遠城。1954年に市轄区が成立。市の行政と経済の集中する中心地となっている。区人民政府は新城西街にある。

## 行政区画
- ジュール・ゴドムジ（街道）
  - ハイラル（海拉爾）東路街道
  - シリン・ホエト・ジャムン・ジュール・ゴドムジ（錫林北路街道）
  - 中山東路街道
  - ジューン・ジューリーン・ジュール・ゴドムジ（東街街道）
  - バローン・ジューリーン・ジュール・ゴドムジ（西街街道）
  - 東風路街道
  - 迎新路街道
  - チンギス・ハーン・イフ・ジューリーン・ジュール・ゴドムジ（成吉思汗大街街道）
- バルガス（鎮）：ボルホショー・バルガス（保合少鎮）

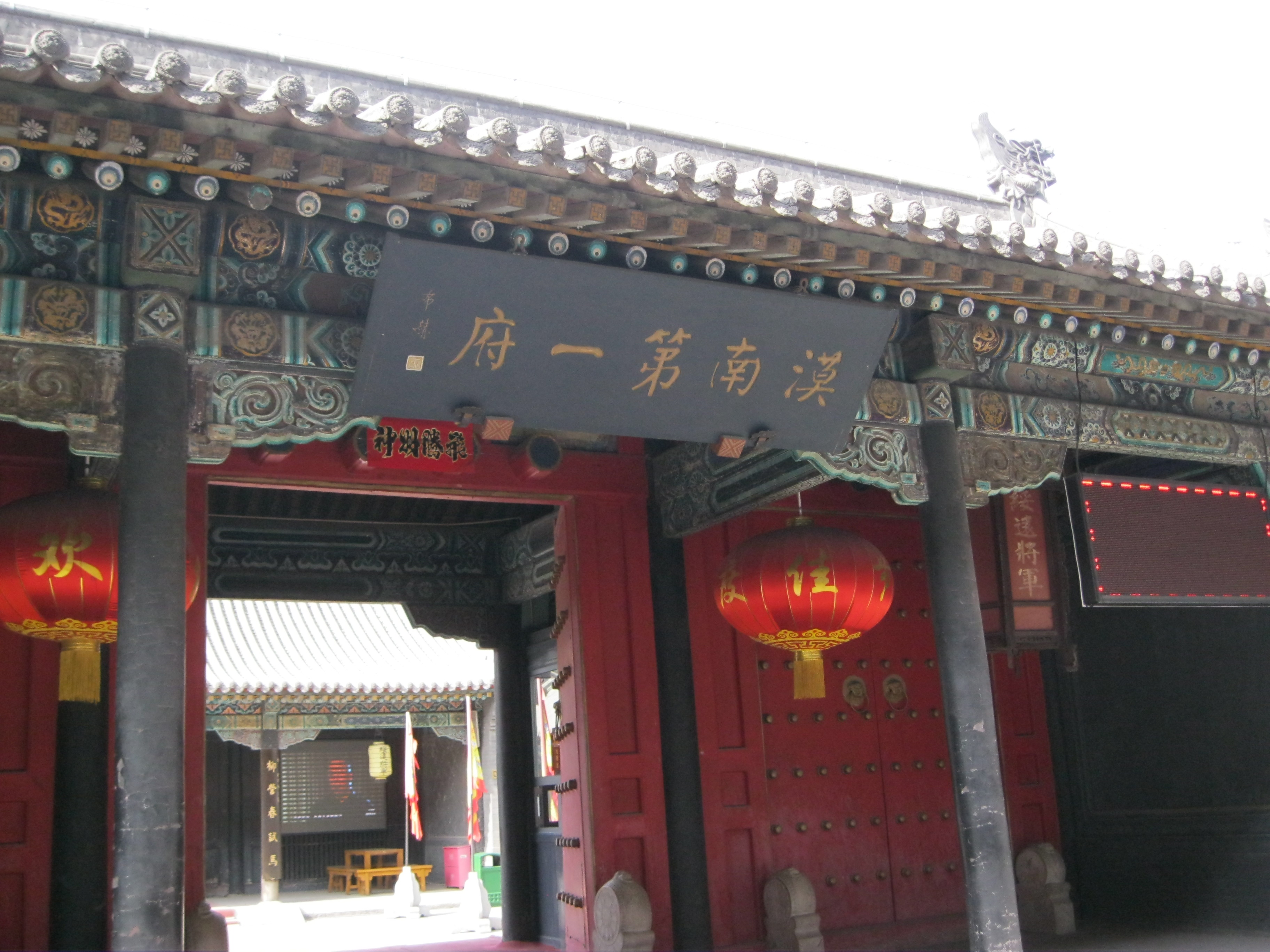
綏遠城将軍衙署